# Крайняя плоть
Кра́йняя пло́ть, препу́ций (лат. præputium < лат. præ- «перед» + архаичн. лат. *putos либо др.-греч. πо́σθιον «половой член») — эластичный подвижный лоскут кожи и слизистой оболочки, прикрывающий наружный конец (головку) полового члена у мужчин (лат. præputium penis) и клитора (лат. præputium clitoridis) у женщин. Из-за своей формы и расположения над головкой клитора препуций (крайняя плоть) у женщин также называется капюшоном клитора (клиторальным капюшоном от англ. clitoral hood, фр. capuchon du clitoris) или колпачком клитора. Служит для защиты головки и наружного отверстия уретры от повреждений и пересыхания и участвует в формировании сексуального возбуждения. Во время полового акта в норме сдвигается назад, обнажая головку для стимуляции, а затем притягивается уздечкой пениса обратно. В иудаизме и исламе удаляется у мальчиков во время обряда обрезания.
При рождении мальчиков и до возраста в 2-3 года крайняя плоть не отделяется от головки, образуя физиологический, то есть естественный, фимоз, но до достижения половой зрелости такое отделение должно произойти для осуществления возможности гигиенических процедур с удалением выделений сальных желёз — смегмы — и других загрязнений из препуциального мешка (пространства между крайней плотью и головкой). Если крайняя плоть слишком узкая и не может быть отодвинута назад для обнажения головки в соответствующем возрасте, то такое состояние называется патологическим фимозом и может потребовать хирургического лечения.
Отсутствие крайней плоти влияет на работу желёз, выделяющих смегму, а также на чувствительность полового члена и защищённость его головки. Повреждения крайней плоти зачастую влекут заболевания либо необходимость её иссечения (циркумцизии, обрезания).
Крайней плотью от рождения обычно частично прикрыты головки как мужского (пенис), так и женского (клитор) половых членов, но ввиду малозаметности клитора, его головки и крайней плоти последнего из-за его обычно небольших размеров, а также в силу исторических и культурных традиций (роль в мужском обрезании, насчитывающем в иудаизме и исламе тысячи лет), термин «крайняя плоть» обычно, если употребляется без уточнения, обозначает таковую у мужчин. Обрезание у мужчин в этих религиях и состоит в отсечении крайней плоти. Женское ритуальное обрезание встречается у народов Экваториальной Африки и крайней плотью клитора не ограничивается, а может распространяться на все наружные женские половые органы — клитор и большие и малые половые губы. В отличие от него, в современной практике косметической хирургии встречается уменьшение или удаление крайней плоти клитора для обнажения его головки с целью усиления его сексуальной чувствительности.
Во время полового акта крайняя плоть участвует во фрикциях и способствует достижению оргазма.

## Анатомия и физиология

### У мужчин
Крайняя плоть состоит из двух слоёв, которые называются её наружным и внутренним листками. Наружный листок служит продолжением кожного покрова тела пениса со своего проксимального конца, а внутренний листок прикреплен под нижним, выпуклым краем головки — её венчиком (короной) в венечной борозде.
Ткань препуция имеет сложную структуру, иннервацию и кровоснабжение: ее чувствительность обусловлена вибрационными,  механическими рецепторами, в роли которых выступают тельца Пачини и Мейснера.
Внутренний листок богат железами, выделяющими смегму, которая защищает головку от высыхания её покрова, но может служить средой размножения патогенных бактерий и требует гигиенических процедур с того возраста, в котором у мальчика головка отделяется от крайней плоти и может быть выведена наружу.
У мужчин крайняя плоть в спокойном состоянии (вне полового возбуждения) полностью или частично покрывает головку полового члена (пениса).
Как правило, при половом возбуждении, эрекции, она сдвигается за головку и собирается у её основания, и тогда головка максимально стимулируется при физическом контакте, как во время вагинального секса.
Патологическое сужение крайней плоти, делающее невозможным или затруднительным её сдвижение назад, называется фимозом и требует лечения, так как под крайней плотью могут скапливаться выделения и вызывать воспаление как её, так и смежных структур — баланит и постит (баланопостит). Выделения могут скапливаться в полости вокруг головки под крайней плотью — препуциальном мешке. В него открываются протоки препуциальных (тизоновых) желёз.
До возраста двух - трёх лет, а иногда и до достижения половой зрелости крайняя плоть обычно не отделяется от головки пениса. По достижении половой зрелости между крайней плотью и головкой в зоне венечной борозды, отделяющей головку от тела полового члена, появляются вязкие белесоватые выделения — смегма, служащие смазкой и увлажнением для защиты этой чувствительной зоны тела от высыхания и раздражения. Однако их накопление может привести к появлению неприятного запаха и формированию среды для размножения болезнетворных бактерий, вызывающих воспаление, поэтому среди прочих гигиенических процедур требуется регулярное удаление смегмы с очищением головки и крайней плоти посредством смывания смегмы и/или протирания поверхностей средствами для мужской интимной гигиены, которое становится возможным при отведении кожи полового члена с крайней плотью назад для полного обнажения головки. История медицины полагает, что, поскольку в условиях пустынного жаркого климата с присущим ему дефицитом воды для омовений у народов стран Западной Азии такие воспаления могли встречаться часто, а их причины и способы предотвращения были неочевидны, то именно для их предотвращения в возникших там религиях (иудаизм, а затем ислам) было введено обрезание, после которого головка полового члена постоянно обнажена и смегма не имеет возможности незаметно скапливаться в окружающем углублении. По гигиеническим соображениям обрезание стало практиковаться и вне данных религий; в настоящее время по этой причине оно широко практикуется в Соединённых Штатах Америки, в Южной Корее, на Филиппинах. Тем не менее, от природы для мужчины крайняя плоть не является лишней, так как служит для защиты легко травмируемой головки полового члена от внешнего воздействия, и при соблюдении гигиенических норм воспалений в этой зоне можно избежать.

### У женщин
У женщин крайнюю плоть различают у клитора — способного к эрекции гомолога пещеристых тел мужского полового члена. Из-за небольших размеров клитора всю его наружную часть, видимую над лонным сочленением, считают головкой клитора, а весь кожный покров головки называют крайней плотью клитора.
Она образована передней спайкой малых половых губ и прикрывает клитор. В современной литературе крайнюю плоть клитора иногда называют капюшоном клитора, что может рассматриваться как калька её английского названия clitoral hood. Подвижная крайняя плоть и у женщин связана с головкой при помощи уздечки.

### Уздечка (лат.frenulum) крайней плоти
Крайняя плоть имеет уздечку (лат. frenulum praeputii) — продольную по отношению к телу пениса или клитора кожную складку, соединяющую с нижней стороны крайнюю плоть с головкой полового члена или клитора. Уздечка способна натягиваться при сдвигании крайней плоти при фрикциях, пригибая головку для достижения максимальной стимуляции последней.

## Заболевания
Обычно различают заболевания крайней плоти у мужского полового члена и смежных с ней структур — тканей головки пениса. Это могут быть как анатомические дефекты, препятствующие нормальному функционированию затронутых структур, так и инфекционно-воспалительные процессы — в частности, связанные с нарушениями правил гигиены и вызванные неудалёнными остатками мочи или смегмы.
- Постит — воспаление внутреннего листка (внутренней поверхности) крайней плоти.
- Фимоз — сужение крайней плоти, при котором головка полового члена не открывается совсем, или открывается с трудом и болезненно.
- Парафимоз — ущемление головки полового члена внутренним листком крайней плоти, возникающее обычно при насильственном отодвигании её за головку.

## Хирургические операции и другие вмешательства

### У мужчин
- Препуциопластика[12] или частичный дорсальный надрез — хирургическая операция на крайней плоти пениса при фимозе для предоставления возможности обнажить головку, обычно с сохранением крайней плоти. Кроме операции используют специальные расширители для растяжения крайней плоти. Препуциопластика при фимозе
- Циркумцизия — процедура обрезания крайней плоти у мужчин, которую выполняют в некоторых культурах в соответствии с религиозными заповедями и традициями, а в медицине по медицинским и другим показаниям. Данная практика известна со времён древнего Египта. Аналог у женщин — не женское обрезание, при котором удаляется целиком головка клитора, одна или вместе с половыми губами, а хирургическое обнажение клитора, клиторальная циркумцизия, худэктомия, которая может выполняться в составе лабиопластики.
- Восстановление крайней плоти, удалённой через обрезание. Производится, обычно, по желанию тех мужчин, которым обрезание было выполнено без их согласия, например в раннем детстве.Восстановление крайней плоти хирургическим путём
- Френулотомия — хирургическое рассечение уздечки крайней плоти, если уздечка слишком короткая.

### У женщин
- У женщин хирургическое обнажение клитора может быть в составе операции лабиопластики по уменьшению или полному удалению малых половых губ и капюшона клитора при их гипертрофии или по личным соображениям.